# أوغوزخان أكغون
أوغوزخان أكغون (بالتركية: Oğuzhan Akgün) هو لاعب كرة قدم تركي، ولد في 13 يوليو 2001.

## وصلات خارجية
- أوغوزخان أكغون على موقع اتحاد تركيا (لاعب) (الإنجليزية)
- أوغوزخان أكغون على موقع قاعدة بيانات كرة القدم.إي يو (الإنجليزية)